# Porroglossum portillae
Porroglossum portillae är en orkidéart som beskrevs av Carlyle August Luer och Angel Andreetta. Porroglossum portillae ingår i släktet Porroglossum och familjen orkidéer.
Artens utbredningsområde är Ecuador. Inga underarter finns listade i Catalogue of Life.